# Agrilus utahensis
Agrilus utahensis är en skalbaggsart som beskrevs av Westcott in Nelson och Frederic Westcott 1991. Agrilus utahensis ingår i släktet Agrilus och familjen praktbaggar. Inga underarter finns listade i Catalogue of Life.